# Чу (1127)
Чу (кит. упр. 楚) — вассальное государство империи Цзинь, короткое время существовавшее в северном Китае в начале XII века. В связи с тем, что в Южной Сун провозглашение Чжан Банчана правителем северокитайских земель рассматривали как акт узурпации, в официальной китайской истории это государство именовали «фальшивое Чу» (伪楚).

## Предыстория
В 1117 году дипломаты империи Сун начали переговоры с чжурчжэньским государством Цзинь, воевавшим против Ляо, о совместном нападении на эту империю. После заключения союза Ляо была разгромлена, и в 1125 году в результате обострения цзиньско-сунских отношений чжурчжэньские армии вторглись в Сун. В 1127 году чжурчжэньская армия штурмом захватила Главную столицу Сун; сунские императоры были увезены в Маньчжурию.

## Создание Чу
В связи с тем, что у чжурчжэней не имелось достаточных военных сил для удержания захваченной территории, они решили создать там марионеточное государство. Занять трон чжурчжэни заставили сунского сановника Чжан Баньчана, который ранее был отправлен в Цзинь в качестве заложника вместе с Кан-ваном (Чжао Гоу, 9-й сын императора Хуэйцзуна).

## Ликвидация Чу
Чжан Баньчан не желал быть узурпатором, и согласился на требования чжурчжэней лишь под угрозой расправы над мирным населением. Будучи провозглашённым императором, он старался ничем не проявить неуважения к официальной династии империи Сун, так как его положение было очень шатким. 32 дня спустя, когда цзиньские войска ушли домой, он попал под давление китайских чиновников и передал власть Кан-вану. Тот бежал на юг и провозгласил восстановление империи Сун (начав тем самым период «Южной Сун»), сев на трон под тронным именем «Гао-цзун».
Сам Чжан Баньчан был казнен сунскими властями.
Расправа над Чжан Банчаном имела далеко идущие последствия для самого Китая. Когда в дальнейшем Южная Сун вела борьбу с Ци (другим марионеточным государством, созданным чжурчжэнями), сунцы не раз пытались привлечь правителя Ци — Лю Юя — на свою сторону. Но тот всегда отказывался от сотрудничества, напоминая Южной Сун о судьбе Чжан Банчана, тоже в своё время перешедшего на сторону сунцев.